# Fumarell negre
El fumarell/fumadell negre (Chlidonias niger) es diferencia del fumarell carablanc (Chlidonias hybridus) perquè és molt més fosc, ja que cos, coll i cap són gris fosc, quasi negre, i les ales són menys clares. El plomatge hivernal presenta sempre taques negres a ambdós costats del pit.

## Distribució geogràfica
Viu a Europa i a Nord-amèrica.
Als Països Catalans és un migrador comú amb nuclis nidificants petits a l'Estany de Canet, al Delta de l'Ebre, a l'Albufera de València, a Santa Pola i a l'Embassament del Fondo.

## Costums
En costums és molt semblant al fumarell comú i pot observar-se en pas d'abril a maig i de juliol a setembre en molts llocs inundats, tant d'aigua dolça com salobrosa.